# Rumenonogi strakoš
Rumenonogi strákoš, Wilsonov strákoš ali oceánski strákoš (znanstveno ime Oceanites oceanicus) je  manjša morska ptica iz družine oceanskih strakošev (Oceanitidae).
Rumenonogi strakoš gnezdi ob obali Atlantskega oceana in obližnjih otokih - na primer na Južnih Shetlandskih otokih. Zelo podoben je strakošu Hydrobates pelagicus, vendar ima daljše noge. Med gnezdenjem se zadržuje v kolonijah blizu morja v skalnatih razpokah. Leže eno belo jajce.
Večino leta se zadržuje na morju. V času zime na južni polobli se preseli na severne oceane. Veliko pogostejši je na Atlantskem oceanu kot na Tihem.